# 10/10
10/10 è un brano musicale di Paolo Nutini, estratto come quarto singolo dall'album Sunny Side Up. Il singolo è stato pubblicato l'11 gennaio 2010, soltanto in versione digitale.
Il video musicale prodotto per 10/10 è stato reso disponibile il 1º febbraio 2010, tre settimane dopo la pubblicazione del singolo ed è stato realizzato montando materiale live e vari backstage della lavorazione di Sunny Side Up.

## Tracce
Digital Download
1. 10/10 (Album Version) – 2:56
2. Tricks of the Trade (Live From New Orleans) – 1:57

## Classifiche
| Classifica (2010) | Posizione più alta |
| ----------------- | ------------------ |
| Regno Unito       | 51                 |